# Quella provincia maliziosa
Quella provincia maliziosa è un film del 1975, diretto da Gianfranco Baldanello.

## Trama
Un ricco industriale disapprova la relazione tra il figlio Fabrizio e la bella Antonella, che posa nuda per riviste maschili. Ma non c'è niente da fare: nonostante la ragazza sia infedele, il giovane non può farci niente.